# 沙马雷勒
沙马雷勒（法語：Chamarel），是毛里求斯黑河區的村庄，村庄的东边部分位于薩凡納區。该村由沙马雷勒村议会在黑河区议会的监督下管理。
如今该村以其附近的景点及自然风光而著称。著名的景点有七色土、沙马雷勒瀑布、植物园及黑河谷國家公園。周边地区种植的咖啡豆也有名。沙马雷勒的圣安娜教堂建于1876年，是圣母升天（8月15日）朝拜的地方。那天该村会组织有关朝拜的集市聚会。